# Halobiotus
Halobiotus là một chi của tardigrada trong lớp Eutardigrada.

## Các loài
- Halobiotus arcturulius Crisp and Kristensen, 1983[2]
- Halobiotus crispae Kristensen, 1982
- Halobiotus stenostomus (Richters, 1908)